# Cub Swanson
Kevin Luke Swanson (Palm Springs, 2 de novembro de 1983), mais conhecido como Cub Swanson, é um lutador norte-americano de MMA, competindo atualmente no Ultimate Fighting Championship pela categoria Peso Pena.

## Carreira no MMA
Swanson fez sua estreia em julho de 2004 no Total Combat 4, perdeu por finalização no começo da luta. Swanson já passou por eventos como King of the Cage, WEC e UFC.

### World Extreme Cagefighting
Sua estreia no WEC foi no WEC 26, venceu por finalização seu adversário Tommy Lee.
No WEC 28, novamente uma vitória dessa vez por decisão unânime sobre Micah Miller. No WEC 31 seu primeiro revés no evento, contra o ex-campeão Peso-Leve do UFC, Jeans Pulver por finalização. No WEC 37 venceu Hiroyuki Takaya por decisão unânime.
Na luta para decidir o adversário n°1 dos Peso-Pena contra José Aldo, a luta não durou muito, aos 0:08 segundos de luta o americano foi tentar derrubar Aldo, o brasileiro acertou uma dupla joelhada voadora.
Swanson voltou no WEC 44 com vitória por finalização sobre John Franchi. No WEC 50, mais uma derrota dessa vez para Chad Mendes por decisão unânime. No WEC 52 venceu por decisão dividida sobre Mackens Semerzier.

### Ultimate Fighting Championship
Devido a fusão WEC com UFC, Swanson foi escalado para lutar contra Erik Koch no UFC Live: Sanchez vs. Kampmann, mas foi forçado a se retirar devido a uma lesão. Então a luta foi remarcada para o UFC 132, mais novamente Swanson se machucou.
Sua estréia foi contra Ricardo Lamas no UFC on Fox: Velasquez vs. Dos Santos, Swanson foi finalizado aos 2:16 no segundo round.
No UFC on Fox: Evans vs. Davis, seu adversário foi George Roop, Swanson aplicou uma combinação de socos até o árbitro parar a luta aos 2:22 do segundo round.
Swanson enfrentou Ross Pearson no UFC on FX: Maynard vs. Guida, no final do segundo round Swanson acertou uma combinação de socos e o árbitro precipitadamente interrompeu a luta. Foi considerado o Nocaute da Noite.
Swanson enfrentou Charles Oliveira no UFC 152 e nocauteou no primeiro round.
Swanson enfrentaria Dennis Siver em 16 de Fevereiro de 2013 no UFC on Fuel TV: Barão vs. McDonald, porém Siver se retirou da luta por motivos não divulgados e foi substituído por Dustin Poirier. Swanson venceu por Decisão Unânime.
Swanson enfim enfrentou Dennis Siver em 6 de julho de 2013 no UFC 162 e venceu por Nocaute Técnico no terceiro round. Swanson também derrotou Jeremy Stephens em 28 de junho de 2014 no evento principal do UFC Fight Night: Swanson vs. Stephens por decisão unânime após cinco rounds.
Ele enfrentou o ex-Campeão dos Leves e desafiante dos Penas Frankie Edgar em 22 de novembro de 2014 no evento principal do UFC Fight Night: Edgar vs. Swanson. Ele foi derrotado por finalização nos últimos segundos do quinto round.
Em seguida, Swanson enfrentou Max Holloway em 18 de abril de 2015 no UFC on Fox: Machida vs. Rockhold. Ele foi derrotado por finalização no final do terceiro round.
Swanson enfrentou Hacran Dias em 16 de abril de 2016 ao UFC on Fox 19. Swanson ganhou a luta por decisão unânime.
Em 6 de agosto de 2016, no UFC Fight Night 92, Swanson enfrentou Tatsuya Kawajiri. O lutador norte-americano venceu por decisão unânime.
Em sua luta seguinte, no dia 10 de dezembro de 2016, Cub venceu novamente o combate por decisão unânime. Desta vez contra o lutador sul-coreano Doo Ho Choi, no UFC 206.

## Cartel no MMA
| Cartel no MMA   |             |             |
| 40 lutas        | 28 vitórias | 12 derrotas |
| Por nocaute     | 13          | 2           |
| Por finalização | 4           | 7           |
| Por decisão     | 11          | 3           |

| Res.    | Cartel | Oponente          | Método                                           | Evento                                 | Data       | Round | Tempo | Local                     | Notas                                                            |
| ------- | ------ | ----------------- | ------------------------------------------------ | -------------------------------------- | ---------- | ----- | ----- | ------------------------- | ---------------------------------------------------------------- |
| Vitória | 28-12  | Darren Elkins     | Nocaute Técnico (socos e chute rodado)           | UFC Fight Night: Lewis vs. Daukaus     | 18/12/2021 | 1     | 2:12  | Las Vegas, Nevada         | Performance da Noite.                                            |
| Derrota | 27-12  | Giga Chikadze     | Nocaute Técnico (chute no corpo e socos)         | UFC on ESPN: Reyes vs. Procházka       | 01/05/2021 | 1     | 1:03  | Las Vegas, Nevada         |                                                                  |
| Vitória | 27-11  | Daniel Pineda     | Nocaute (socos)                                  | UFC 256: Figueiredo vs. Moreno         | 12/12/2020 | 2     | 1:52  | Las Vegas, Nevada         |                                                                  |
| Vitória | 26-11  | Kron Gracie       | Decisão (unânime)                                | UFC Fight Night: Joanna vs. Waterson   | 12/10/2019 | 3     | 5:00  | Tampa, Flórida            | Luta da Noite.                                                   |
| Derrota | 25-11  | Shane Burgos      | Decisão (dividida)                               | UFC Fight Night: Iaquinta vs. Cowboy   | 04/05/2019 | 3     | 5:00  | Ottawa                    |                                                                  |
| Derrota | 25-10  | Renato Moicano    | Finalização (mata leão)                          | UFC 227: Dillashaw vs. Garbrandt II    | 04/08/2018 | 1     | 4:15  | Los Angeles, Califórnia   |                                                                  |
| Derrota | 25-9   | Frankie Edgar     | Decisão (unânime)                                | UFC Fight Night: Barboza vs. Lee       | 21/04/2018 | 3     | 5:00  | Atlantic City, New Jersey |                                                                  |
| Derrota | 25-8   | Brian Ortega      | Finalização (guilhotina em pé)                   | UFC Fight Night: Swanson vs. Ortega    | 09/12/2017 | 2     | 3:22  | Fresno, Califórnia        | Luta da Noite.                                                   |
| Vitória | 25-7   | Artem Lobov       | Decisão (unânime)                                | UFC Fight Night: Swanson vs. Lobov     | 22/04/2017 | 5     | 5:00  | Nashville, Tennessee      | Luta da Noite.                                                   |
| Vitória | 24-7   | Doo Ho Choi       | Decisão (unânime)                                | UFC 206: Holloway vs. Pettis           | 10/12/2016 | 3     | 5:00  | Toronto, Ontario          | Luta da Noite; Luta do Ano (2016).                               |
| Vitória | 23-7   | Tatsuya Kawajiri  | Decisão (unânime)                                | UFC Fight Night: Rodríguez vs. Caceres | 06/08/2016 | 3     | 5:00  | Salt Lake City, Utah      |                                                                  |
| Vitória | 22-7   | Hacran Dias       | Decisão (unânime)                                | UFC on Fox: Teixeira vs. Evans         | 16/04/2016 | 3     | 5:00  | Tampa, Florida            |                                                                  |
| Derrota | 21-7   | Max Holloway      | Finalização (guilhotina)                         | UFC on Fox: Machida vs. Rockhold       | 18/04/2015 | 3     | 3:58  | Newark, New Jersey        |                                                                  |
| Derrota | 21-6   | Frankie Edgar     | Finalização (pressão de pescoço)                 | UFC Fight Night: Edgar vs. Swanson     | 22/11/2014 | 5     | 4:56  | Austin, Texas             |                                                                  |
| Vitória | 21-5   | Jeremy Stephens   | Decisão (unânime)                                | UFC Fight Night: Swanson vs. Stephens  | 28/06/2014 | 5     | 5:00  | San Antonio, Texas        | Luta da Noite.                                                   |
| Vitória | 20-5   | Dennis Siver      | Nocaute Técnico (socos)                          | UFC 162: Silva vs. Weidman             | 06/07/2013 | 3     | 2:24  | Las Vegas, Nevada         | Luta da Noite.                                                   |
| Vitória | 19-5   | Dustin Poirier    | Decisão (unânime)                                | UFC on Fuel TV: Barão vs. McDonald     | 16/02/2013 | 3     | 5:00  | Londres                   |                                                                  |
| Vitória | 18-5   | Charles Oliveira  | Nocaute (soco)                                   | UFC 152: Jones vs. Belfort             | 22/09/2012 | 1     | 2:40  | Toronto, Ontario          | Peso Casado (66 Kg) Oliveira não bateu o peso; Nocaute da Noite. |
| Vitória | 17-5   | Ross Pearson      | Nocaute Técnico (socos)                          | UFC on FX: Maynard vs. Guida           | 22/06/2012 | 2     | 4:14  | Atlantic City, New Jersey | Nocaute da Noite.                                                |
| Vitória | 16-5   | George Roop       | Nocaute Técnico (socos)                          | UFC on Fox: Evans vs. Davis            | 28/01/2012 | 2     | 2:22  | Chicago, Illinois         |                                                                  |
| Derrota | 15-5   | Ricardo Lamas     | Finalização (triângulo de mão)                   | UFC on Fox: Velasquez vs. Dos Santos   | 12/11/2011 | 2     | 2:16  | Anaheim, California       | Estreia no UFC.                                                  |
| Vitória | 15-4   | Mackens Semerzier | Decisão (dividida)                               | WEC 52                                 | 11/11/2010 | 3     | 5:00  | Las Vegas, Nevada         | Luta da Noite.                                                   |
| Derrota | 14-4   | Chad Mendes       | Decisão (unânime)                                | WEC 50                                 | 18/08/2010 | 3     | 5:00  | Las Vegas, Nevada         |                                                                  |
| Vitória | 14-3   | John Franchi      | Finalização (guilhotina)                         | WEC 44                                 | 18/11/2009 | 3     | 4:50  | Las Vegas, Nevada         | Luta da Noite                                                    |
| Derrota | 13-3   | José Aldo         | Nocaute Técnico (joelhada voadora dupla e socos) | WEC 41                                 | 07/06/2009 | 1     | 0:08  | Sacramento, California    | Desafiante n°1 ao Cinturão do WEC.                               |
| Vitória | 13-2   | Hiroyuki Takaya   | Decisão (unânime)                                | WEC 37                                 | 03/12/2008 | 3     | 5:00  | Las Vegas, Nevada         | Luta da Noite.                                                   |
| Vitória | 12-2   | Donny Walker      | Finalização (mata leão)                          | IFBL 11                                | 23/12/2007 | 3     | 1:24  | Niles, Ohio               |                                                                  |
| Derrota | 11-2   | Jens Pulver       | Finalização (guilhotina)                         | WEC 31                                 | 12/12/2007 | 1     | 0:35  | Las Vegas, Nevada         |                                                                  |
| Vitória | 11-1   | Micah Miller      | Decisão (unânime)                                | WEC 28                                 | 03/06/2007 | 3     | 5:00  | Las Vegas, Nevada         |                                                                  |
| Vitória | 10-1   | Tommy Lee         | Finalização (guilhotina)                         | WEC 26                                 | 24/03/2007 | 1     | 3:17  | Las Vegas, Nevada         | Estreia no WEC.                                                  |
| Vitória | 9-1    | Chuck Kim         | Nocaute (soco)                                   | BIB                                    | 17/11/2006 | 1     | 4:51  | Bakersfield, California   |                                                                  |
| Vitória | 8-1    | Charlie Valencia  | Nocaute Técnico (socos)                          | KOTC                                   | 13/10/2006 | 1     | 4:52  | San Jacinto, Califórnia   |                                                                  |
| Vitória | 7–1    | Richard Montano   | Decisão (unânime)                                | KOTC                                   | 04/08/2006 | 2     | 5:00  | San Jacinto, Califórnia   | Desceu para o Peso Pena.                                         |
| Vitória | 6-1    | Shannon Gugerty   | Nocaute Técnico (socos)                          | TC 13                                  | 11/03/2006 | 2     | 3:40  | Del Mar, Califórnia       |                                                                  |
| Vitória | 5-1    | Fernando Arreola  | Finalização (socos)                              | KOTC                                   | 02/12/2005 | 1     | 3:21  | San Jacinto, Califórnia   |                                                                  |
| Vitória | 4-1    | Mike Corey        | Nocaute Técnico (corte)                          | KOTC                                   | 23/09/2005 | 2     | 2:42  | San Jacinto, Califórnia   |                                                                  |
| Vitória | 3-1    | Armando Sanchez   | Finalização (socos)                              | KOTC                                   | 05/08/2005 | 1     | 1:59  | San Jacinto, Califórnia   |                                                                  |
| Vitória | 2-1    | Martin Bautista   | Finalização (mata leão)                          | Total Combat 7                         | 29/01/2005 | 2     | 1:04  | Tijuana                   |                                                                  |
| Vitória | 1-1    | Joe Morales       | Finalização (socos)                              | Total Combat 6                         | 24/10/2004 | 1     | 2:28  | Tijuana                   |                                                                  |
| Derrota | 0-1    | Shannon Gugerty   | Finalização (mata leão)                          | Total Combat 4                         | 25/07/2004 | 1     | 0:15  | Tijuana                   |                                                                  |